# Wiwera malabarska
Wiwera malabarska, cyweta malabarska (Viverra civettina) – gatunek drapieżnego ssaka z podrodziny wiwer (Viverrinae) w obrębie rodziny wiwerowatych (Viverridae).

## Taksonomia
Gatunek po raz pierwszy zgodnie z zasadami nazewnictwa binominalnego opisał w 1862 roku brytyjski zoolog Edward Blyth nadając mu nazwę Viverra civettina. Holotyp pochodził z południowej części Malabaru, w Indiach. 
We wcześniejszych ujęciach systematycznych uznawany za podgatunek V. megaspila. Autorzy Illustrated Checklist of the Mammals of the World uznają ten gatunek za monotypowy.

### Etymologia
- Viverra: łac. viverra „fretka”[8].
- civettina: epitet gatunkowy Viverra civetta Schreber, 1776 (cyweta afrykańska); łac. przyrostek ina „odnoszący się do”[4][9].

## Zasięg występowania
Wiwera malabarska występuje endemicznie w Ghatach Zachodnich w południowo-wschodnich Indiach; spotykany wyłącznie między Kanyakumariin w stanie Tamilnadu na południu i Honnavar w stanie Karnataka na północy.

## Morfologia
Długość ciała (bez ogona) 76–85 cm, długość ogona 30–40 cm, długość tylnej stopy 13–15 cm; masa ciała 6,6–8 kg. 

## Ekologia
Niewiele wiadomo na temat biologii i ekologii wiwery malabarskiej. Według indyjskich naukowców w przeszłości gatunek ten zamieszkiwał nizinne nadrzeczne lasy i tereny podmokłe u podnóży Ghatów Zachodnich, jednak obecnie występuje głównie na obszarach plantacji nanercza zachodniego i w zdegradowanych lasach stanu Kerala.

## Status zagrożenia i ochrona
Wiwera malabarska w Czerwonej księdze gatunków zagrożonych Międzynarodowej Unii Ochrony Przyrody i Jej Zasobów została zaliczona do kategorii CR (krytycznie zagrożony). Ze względu na brak dokładnych informacji na temat liczebności i zasięgu występowania tego gatunku konieczne są badania nad biologią, ekologią i rozmieszczeniem wiwery malabarskiej. W latach 60. XX wieku gatunek był uznawany za bliski wymarcia. Od 1950 do 1990 roku były tylko 2 prawdopodobne stwierdzenia tego gatunku – ze stanów Karnataka i Kerala. Po uznaniu gatunku za prawdopodobnie wymarły w Elayur w dystrykcie Malappuram znaleziono skóry niedawno zabitych osobników wiwery malabarskiej. Głównym zagrożeniem dla tego gatunku jest niszczenie środowiska. Większość siedlisk została zniszczona pod uprawy nanercza zachodniego – z drugiej strony plantacje te stanowią pewnego rodzaju substytut środowiska naturalnego dla wiwery malabarskiej, gdyż na tych terenach nie usuwa się podszytu. W przeszłości wiwery malabarskie były jednym ze źródeł piżma. Obecnie osobniki tego gatunku są często tępione przez ludzi, którzy oskarżają je o zabijanie drobiu.